# Sugemotor
En sugemotor er en forbrændingsmotor, som hverken får hjælp af en turbolader eller kompressor ved indsugningen. Navnet kommer af at motoren bare "suger" benzin/luft-blandingen ind fra karburatoren eller indsprøjtningssystemet.
Praktisk taget alle motorfabrikanter for personbiler tilbyder sugemotorer, og princippet var fra massebilismens gennembrud frem til 1980'erne dominerende for benzinmotorer til privat brug. Fordelen ved en sugemotor frem for en motor med forceret luftforsyning er at det er en enklere konstruktion, mens ulempen er at det er sværere at bygge en sugemotor, som både er økonomisk ved lav belastning og stærk nok når det behøves.
| Motor | Spire Denne artikel om motorer og motordele er en spire som bør udbygges. Du er velkommen til at hjælpe Wikipedia ved at udvide den. |